# Radio Carbone 14
Pour les articles homonymes, voir Carbone 14 (homonymie).
Carbone 14 est une ancienne radio libre française du début des années 1980, lancée le 14 décembre 1981 et démantelée le 17 août 1983. Elle est caractérisée par un ton débridé et provocateur. 

## Histoire

### Débuts
La station est montée à l'automne 1981 par le publicitaire parisien et ancien militant socialiste d'origine corse Dominique Fenu. Ses locaux étaient situés au 21 rue  Paul-Fort. Au début, la radio doit servir aux intérêts du député RPR du 14e arrondissement de Paris, Yves Lancien. Les premiers animateurs sont bénévoles et recrutés via une annonce diffusée dans le journal Libération.
Elle commence à émettre le 14 décembre 1981, équipée d'un émetteur de puissance supérieure à la moyenne des radios.

### L'âge d'or
La radio Carbone 14 adopte des slogans tels que « la radio qui vous encule par les oreilles » ou « la radio des cons, faite pour des cons et par des cons ». La ligne éditoriale, vague au départ, prend une dominante provoc' à la suite des émissions décalées animées par le premier directeur d'antenne Michel Fiszbin (alias Robert Lehaineux), Jean-Yves Lambert (alias Jean-Yves Lafesse) et Jean-François Gallotte (alias David Grossexe). L'équipe réalise par exemple un canular sur la mort de Mick Jagger qui est relayé par l'AFP, un autre sur l'enlèvement de Jean-Edern Hallier. Catherine Pelletier (alias Supernana) et Jean-Yves Lafesse animent des émissions sur la sexualité, abordent les sujets de manière crue, et font preuve de franc-parler avec les auditeurs qui passent à l'antenne, cassant radicalement les codes de la radio traditionnelle,.
Un film sur Carbone 14 est réalisé en 1982 par Jean-François Gallotte, et sélectionné dans la catégorie Perspectives du cinéma français au festival de Cannes 1983. Sa réalisation est précipitée par Michel Fiszbin et Jean-François Gallotte qui veulent absolument garder un souvenir de l'esprit Carbone 14, et volent une caméra et des bobines pour la capture vidéo. Le tout a été filmé en quelques jours.

### Régulation et disparition
Sa ligne éditoriale ne répondant pas aux exigences de la nouvelle Haute Autorité de la communication audiovisuelle et son financement était opaque, la radio ne fait pas partie de la liste des stations autorisées du Journal officiel en mai 1983. Carbone 14 continue cependant d'émettre, ce qui pousse les forces de l'ordre à saisir son matériel le 17 août 1983,.
Le 18 août 1983, la fréquence historique de Carbone 14 (97,2 MHz FM Stéréo) est réattribuée à la radio Fréquence Gaie qui vient d'être autorisée par le gouvernement. Carbone 14 prend l'antenne sur son ex-fréquence, dans les locaux de Fréquence Gaie pour un temps de parole de minuit à 6 heures du matin pendant quelques jours. La dernière émission de Carbone 14 est diffusée le 22 août 1983.

### Brève résurgence
Carbone 14 a réémis de février à juillet 1986 avec une partie de la même équipe, dont Supernana, entourée de Philip de la Croix et de Rémi Bouton qui lui ont apporté leurs autorisations (Pluriel FM et Radio Gulliver). On y retrouve alors des anciens, comme Madame Globo et des tout nouveaux, dont notamment Arthur (alias le Sergent Vaché) qui y fait ses premiers pas radiophoniques en présentant le flash d'infos quotidien à l'antenne (après avoir quitté la fréquence 95,2). Cependant, la radio est basée dans une zone de bande FM saturée par plusieurs puissants émetteurs (à Cachan), ce qui empêche Carbone 14 de se remettre sur les rails. Son propriétaire Dominique Fenu la déplace en Corse pour finalement la céder au réseau Europe 2. 
La fermeture définitive de Carbone 14, après les élections législatives de 1986, marque la fin de la période « pionnière » des radios libres dans le sens où il n'est plus, dès lors, imaginable de faire exister une radio « pirate » sans autorisation publique de la Haute Autorité de la communication audiovisuelle, remplacée par la suite par la CNCL puis par le CSA et maintenant devenue l'Arcom. Elle marque aussi le début de la consolidation de la FM en réseaux commerciaux, parfois appuyés sur des grands groupes radiophoniques.

## Émissions phares
- La morale à Bonux
- Poubelle night[6], présenté par Supernana, avec des intervenants ponctuels tels que David Grossexe, Jean-Yves Lafesse, José Lopez
- Lafesse merci[6], présenté par Jean-Yves Lafesse
- Vive la guerre, présenté par Robert Lehaineux, José Lopez et David Grossexe
- 50 millions de voleurs[6]
- Le diable au corps, présenté par Guy Dutheil et Dominique Trovato
- T’auras du boudin show[6], présenté par Robert Lehaineux, José Lopez et David Grossexe

## Ancienne fréquence
- Paris : 97,2 MHz